# Senèdes

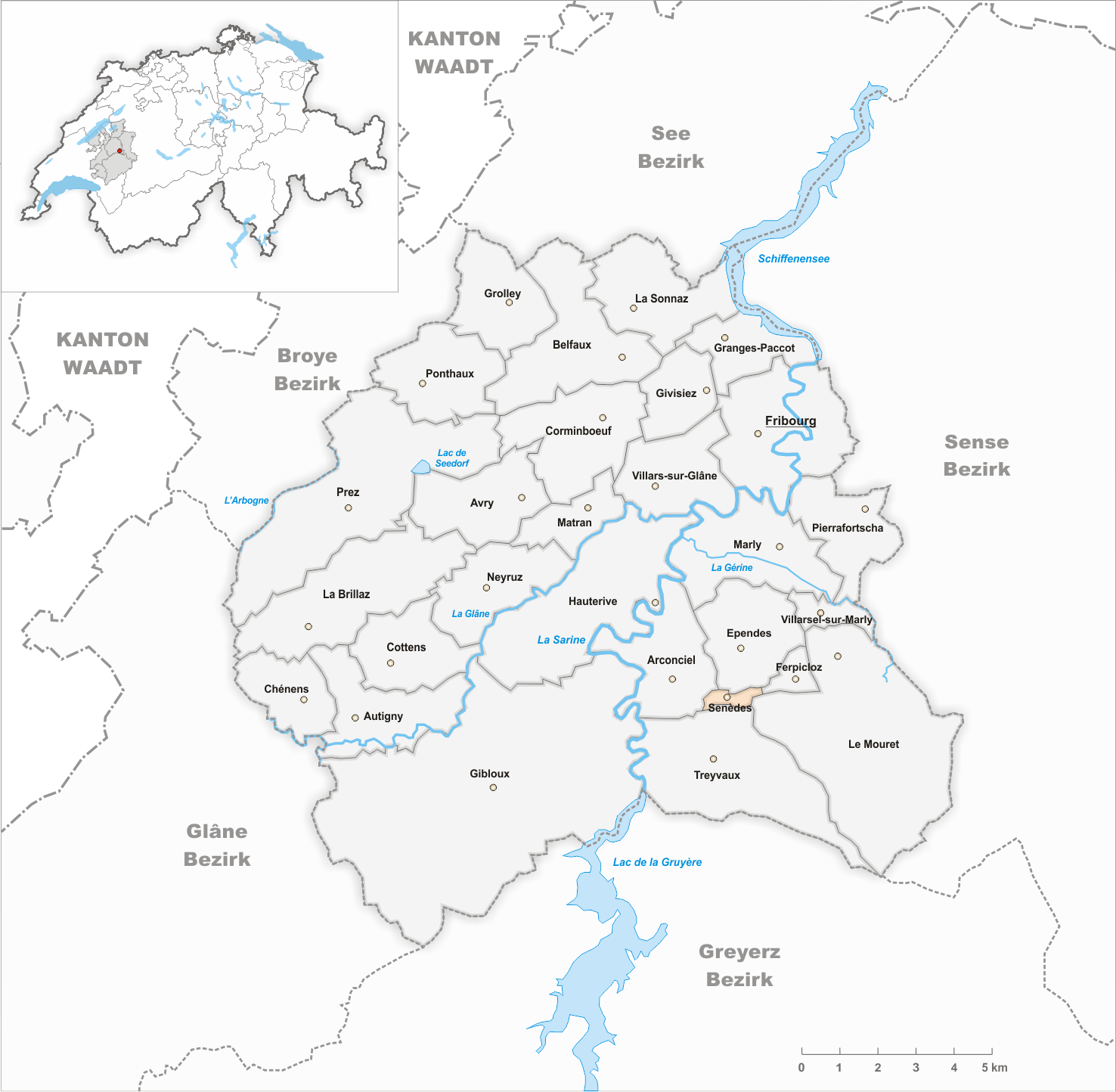
Gemeindestand vor der Fusion am 1. Januar 2021

Senèdes (Freiburger Patois Chenédeⓘ) ist eine Ortschaft in der Gemeinde Bois-d’Amont im Schweizer Kanton Freiburg. Am 1. Januar 2021 fusionierte Senèdes mit den damaligen Gemeinden Arconciel und Ependes zur neuen Gemeinde Bois-d’Amont.

## Geographie
Senèdes liegt auf 750 m ü. M., 7 km südlich der Kantonshauptstadt Freiburg (Luftlinie). Das Bauerndorf erstreckt sich am Südhang des Bois d’Amont über dem Tal von Senèdes, in der voralpinen Hügelzone des Freiburger Mittellandes.
Die Fläche des nur gerade 0,5 km² grossen Gemeindegebiets umfasste einen Abschnitt der voralpinen Hügellandschaft östlich des Saanegrabens. Der Gemeindeboden erstreckt sich von der Talmulde des Dorfbachs nordwärts über den Hang von Senèdes bis auf die Höhe westlich des Bois d’Amont, wo mit 820 m ü. M. der höchste Punkt der Gemeinde erreicht wird. Von der Gemeindefläche entfielen 1997 16 % auf Siedlungen, 10 % auf Wald und Gehölze und 74 % auf Landwirtschaft.
Zu Senèdes gehören verschiedene Einzelhöfe.

## Bevölkerung
Mit 150 Einwohnern (Stand 31. Dezember 2020) gehörte Senèdes zu den kleinsten Gemeinden des Kantons Freiburg. Von den Bewohnern waren 94,5 % französischsprachig, 4,6 % deutschsprachig, und 0,9 % sprechen Italienisch (Stand 2000). Die Bevölkerungszahl von Senèdes belief sich 1900 auf 102 Einwohner. Im Verlauf des 20. Jahrhunderts nahm die Bevölkerung durch starke Abwanderung bis 1960 um rund 45 % auf 56 Personen ab. Seither wurde wieder ein deutliches Bevölkerungswachstum verbunden mit einer Verdoppelung der Einwohnerzahl innerhalb von vierzig Jahren verzeichnet.
Einwohnerzahlen: Volkszählungsdaten

## Wirtschaft
Senèdes war bis in die zweite Hälfte des 20. Jahrhunderts ein vorwiegend durch die Landwirtschaft geprägtes Dorf. Noch heute haben die Milchwirtschaft und die Viehzucht sowie in geringerem Mass der Ackerbau einen wichtigen Stellenwert in der Erwerbsstruktur der Bevölkerung. Weitere Arbeitsplätze sind im lokalen Kleingewerbe und im Dienstleistungssektor vorhanden, unter anderem in holzverarbeitenden Betrieben. In den letzten Jahrzehnten hat sich das Dorf auch zu einer Wohngemeinde entwickelt. Viele Erwerbstätige sind deshalb Wegpendler, die hauptsächlich in der Region Freiburg arbeiten.

## Verkehr
Die ehemalige Gemeinde liegt abseits der grösseren Durchgangsstrassen an einer Verbindungsstrasse von Treyvaux nach Arconciel. Durch eine Buslinie der Transports publics Fribourgeois, die von Freiburg nach Treyvaux führt, ist Senèdes an das Netz des öffentlichen Verkehrs angebunden.

## Geschichte
Die erste urkundliche Erwähnung des Ortes erfolgte 1233 unter dem Namen Senaide. Später erschienen die Bezeichnungen Senaidi (1251), Senayde (1274), Synaide (1443), Synaidy (1449), Sinayde (1501) und Sinedi (1644). Die Etymologie des Ortsnamens ist nicht eindeutig geklärt. Senèdes ist wahrscheinlich aus der Vorsilbe sen- (alt) und dem germanischen Wort heida (Heide) zusammengesetzt.
Seit dem Mittelalter unterstand Senèdes der Herrschaft Arconciel. Spätestens 1484 gelangte das Dorf unter die Herrschaft von Freiburg und wurde der Alten Landschaft (Burgpanner) zugeordnet. Nach dem Zusammenbruch des Ancien Régime (1798) gehörte Senèdes während der Helvetik zum Bezirk La Roche und ab 1803 zum Bezirk Freiburg, bevor es 1848 mit der neuen Kantonsverfassung in den Saanebezirk eingegliedert wurde.